# Nicolas Haussmann
Pour les articles homonymes, voir Haussmann.
Nicolas Haussmann, d'origine alsacienne et protestant est un marchand de toiles et homme politique français, né le 8 septembre 1760 à Colmar et mort le 21 janvier 1846 à Chaville.
Il est le grand-père de Georges Eugène Haussmann (1809-1891), préfet de la Seine de 1853 à 1870 et le principal architecte des transformations de Paris sous le Second Empire.

## Biographie
Nicolas Haussmann est député à l'Assemblée législative, puis à la Convention nationale.
Représentant en mission auprès des armées de l'Est et du Nord, afin de vérifier leurs comptes, il demande le remplacement des ministres Beurnonville et Bouchotte, et est favorable à Custine. Présent au siège de Mayence avec Merlin de Thionville, Rewbell et Jean-Frédéric Simon, il ne peut participer au procès de Louis XVI, mais envoie avec ses collègues une lettre demandant la mort pour le roi, qui est publiée dans la revue Le Moniteur universel le 12 janvier 1793.
Il est envoyé ensuite en mission aux Pays-Bas, et transmet à la Convention le souhait de la Belgique d'être rattachée à la France. Après le 9 thermidor, il est nommé commissaire du Directoire auprès l'armée de Rhin-et-Moselle, et rapporte la mort du général Lambert. Il est également le rapporteur de la prise de Kaiserslautern, de Spire (1796), de Kehl (1796), de Newstadt (1797), du passage du Rhin de 1797, et de l'affaire de Rastatt.
Après l'insurrection de prairial, il défend son collègue Goujon. Il suit, jusqu'en 1798, le général Moreau, puis entre dans l'administration des vivres jusqu'en 1808, et se retire ensuite à Chaville.
En raison de la lettre publiée dans Le Moniteur universel, il se trouve atteint sous la Seconde Restauration par la loi du 12 janvier 1816 contre les régicides. Contrairement à Merlin de Thionville qui la renie et sait se faire pardonner de Louis XVIII du fait que le courrier du 6 janvier 1793 n'avait pas été comptabilisé dans les votes de la Convention, Haussmann assume son passé de "régicide d'intention". Il doit s'exiler à Bâle en Suisse ; ayant le droit de rentrer en France peu de temps après, il se retire dans sa maison de Chaville où il meurt.

## Mandats électifs
- Député de Seine-et-Oise (Majorité réformatrice) 1791-1792
- Député de Seine-et-Oise (Gauche) 1792-1795
- Maire de Chaville 1813-1816